# Sagi Burton
Sagi Burton (Birmingham, 25 novembre 1977) è un ex calciatore nevisiano, nato in Inghilterra, di ruolo difensore.

## Carriera

### Club
Dopo aver giocato nelle giovanili del Crystal Palace, nel 1997 ha debuttato in prima squadra e con cui ha collezionato due partite in Premier League. Nel maggio del 1999 si trasferisce per 6 mesi al Colchester United. Nel novembre 1999 si trasferisce a parametro zero allo Sheffield United. Nel gennaio 2000 si trasferisce, nuovamente a parametro zero, al Port Vale, con cui vince la Football League Trophy 2000-2001. Il 1º agosto del 2002 si trasferisce al Crewe Alexandra. Il successivo 27 agosto viene acquistato dal Peterborough. Il 20 gennaio 2006 viene ufficializzato il suo trasferimento allo Shrewsbury. Il 21 luglio 2007 passa al Barnet. Il 21 luglio 2008 il Rushden ne ufficializza l'acquisto, ma il 3 novembre 2008 annuncia il suo ritiro.

### Nazionale
Ha debuttato in nazionale nel 2004. Ha collezionato in totale, con la maglia della nazionale, 3 presenze.

## Palmarès

### Club

#### Competizioni nazionali
- Football League Trophy: 1

Port Vale: 2000-2001